# Zak Seddon
Pour les articles homonymes, voir Seddon.
Zak William Seddon (né le 28 juin 1994) est un athlète britannique, spécialiste du steeple.

Il représente la Grande-Bretagne lors des Championnats du monde 2017 et se qualifie pour la finale des Championnats d’Europe 2018. 
Il fait partie du club universitaire américain des Seminoles.